# 아메리칸 불리

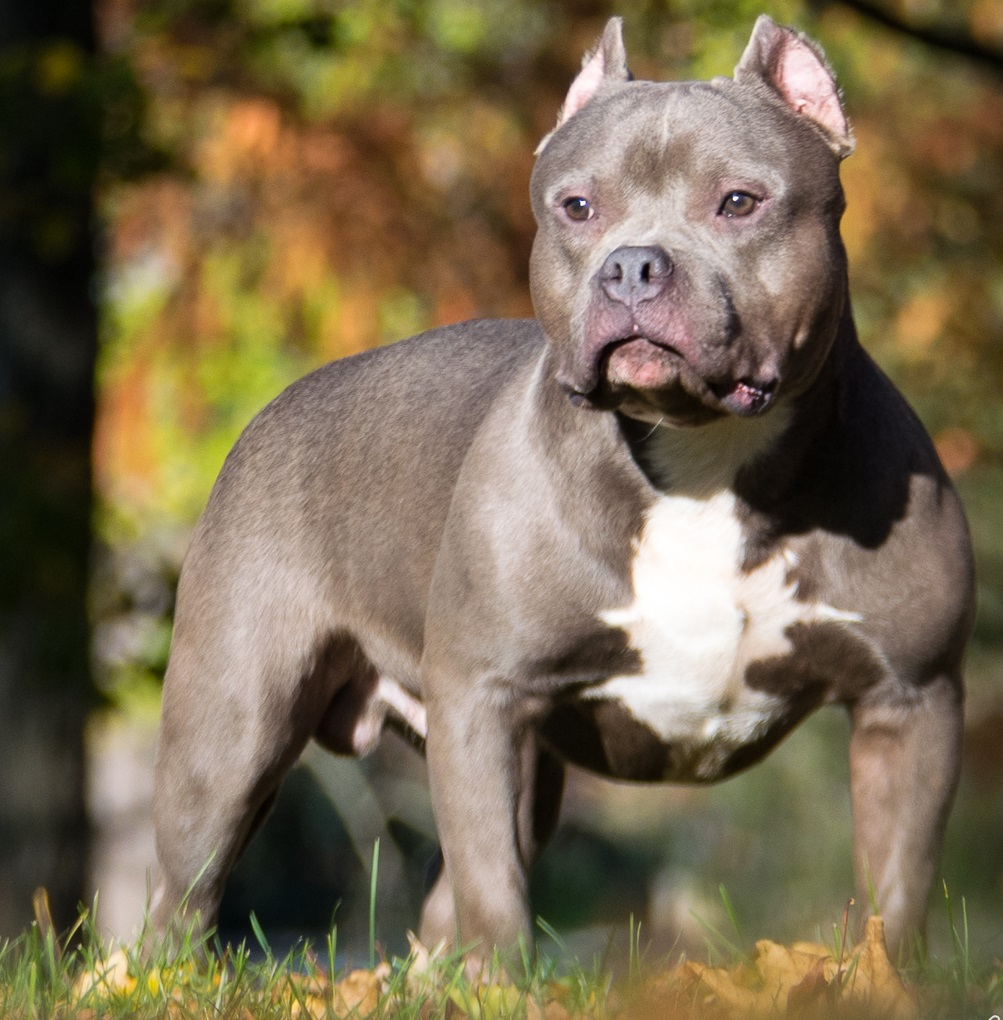
아메리칸 불리

아메리칸 불리(American Bully)는 반려견으로 개발된 현대적인 품종의 개로, 2004년 아메리칸 불리언 케넬 클럽(ABKC)에 의해 처음 표준화되어 품종으로 인정받았다. 그들의 공개된 품종 표준은 이 개를 "크기에 비해 매우 강한 인상을 준다"고 설명한다.